# Palmgracht

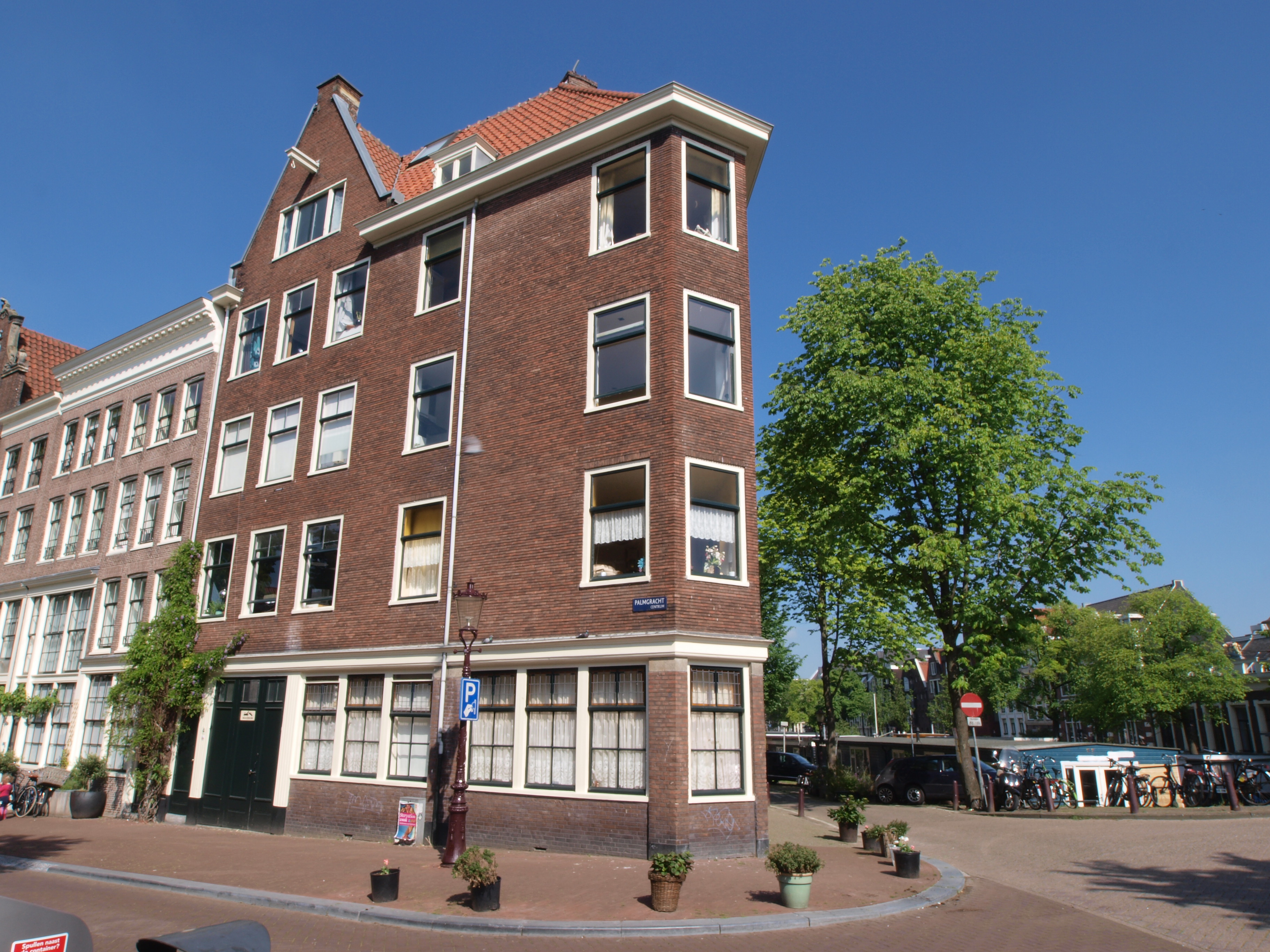
Palmgracht hoek Brouwersgracht.

De Palmgracht is een in 1895 gedempte gracht in de Amsterdamse  Jordaan tussen de Brouwersgracht en de Lijnbaansgracht in Amsterdam-Centrum. De gracht was een onderdeel van de grachtengordel (west). Evenwijdig aan de Palmgracht loopt de Palmstraat. De Palmdwarsstraat en de Kromme Palmstraat zijn zijstraten. De derde zijstraat, de Driehoekstraat, ligt in de meest noordelijke punt van de Jordaan.

## Geschiedenis
De gracht ontstond toen vanaf 1612 vanuit de Brouwersgracht de grachtengordel in zuidelijke richting werd gegraven. In de Jordaan lagen uiteindelijk elf grachten. Vanaf 1857 werden diverse grachten gedempt, waaronder de Palmgracht in 1895. Redenen voor demping waren de slechte waterkwaliteit en de noodzaak ruimte te scheppen voor het toenemende verkeer. Sindsdien zijn er diverse plannen geweest om grachten te ontdempen, maar die stuitten op veel verzet van de winkeliers en markthandelaren.
Aan de Palmgracht 28-38 ligt het in 1648 gestichte 'Raepenhofje'. Boven de ingang zit een gevelsteen met het familiewapen van stichter Pieter Adriaensz Raep en een steen met het stichtingsjaar. Ook het aangrenzende door Arend Dirkszoon Bosch gestichte 'Bosschehofje' (nrs. 20-26) dateert uit 1648. Dit bestaat uit slechts een trapgevel, met daarachter enkele kleine woningen.

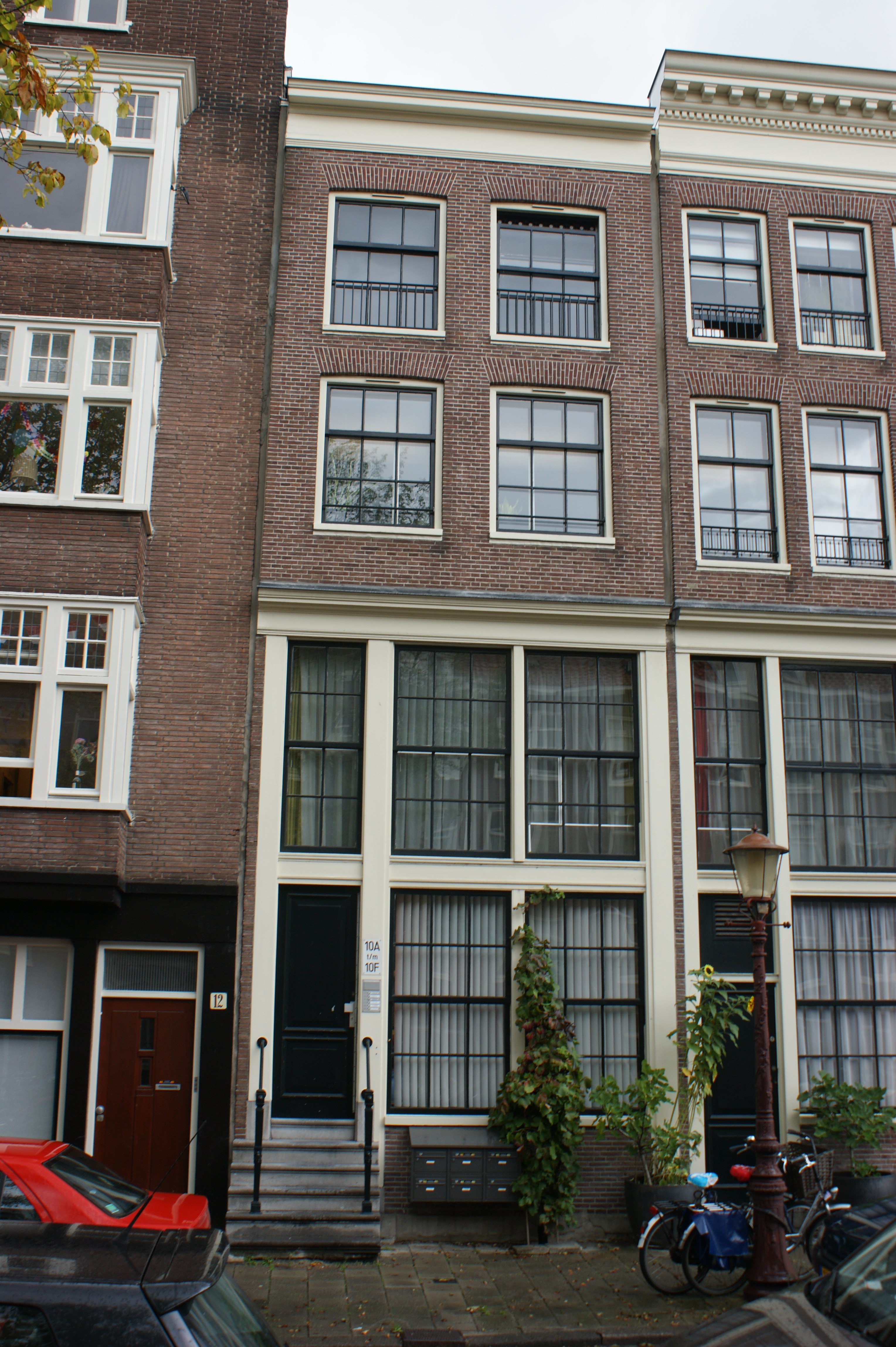
Palmgracht ter hoogte van nummer 10
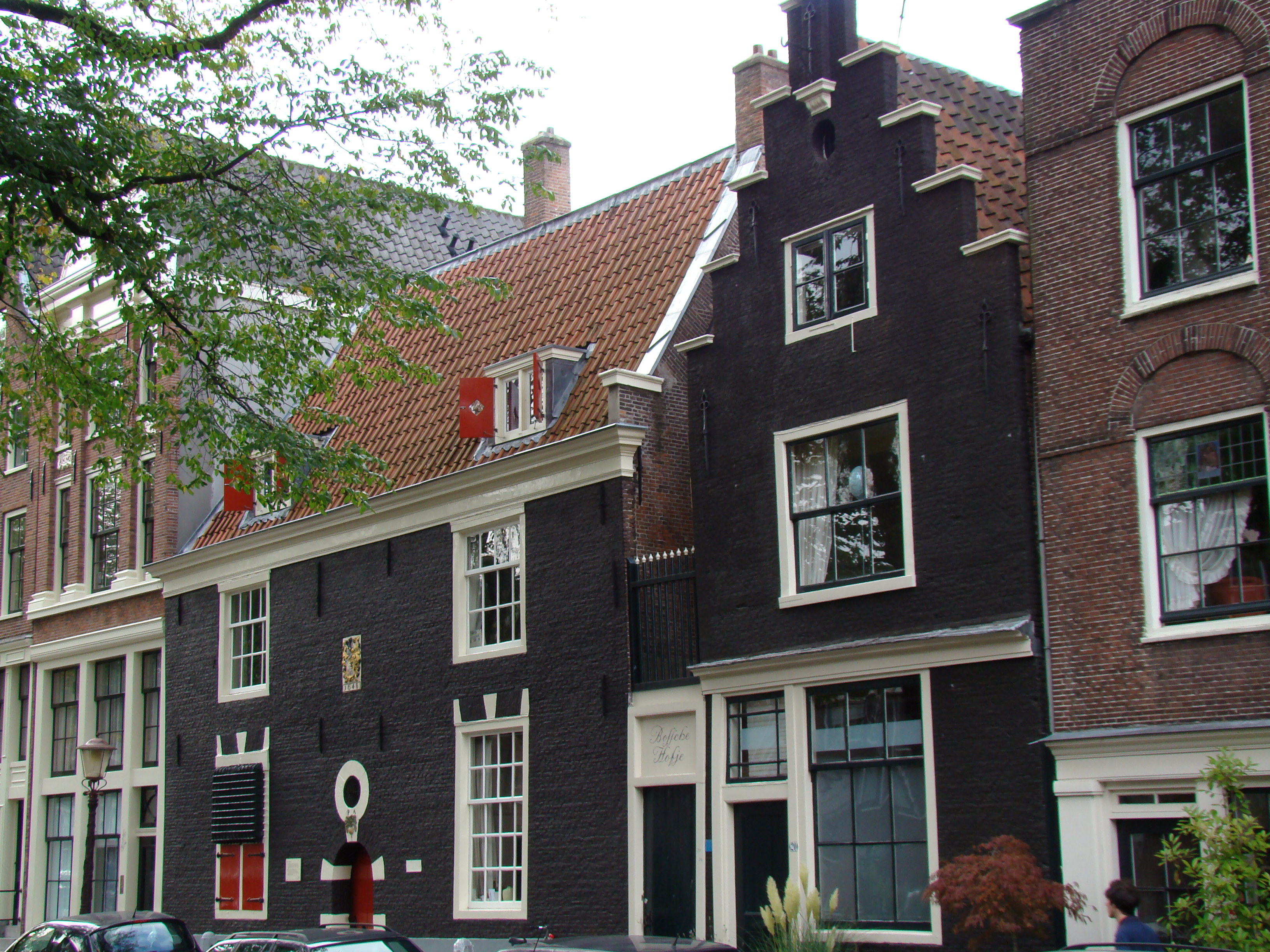
Het Raepenhofje (links) en Bosschehofje (rechts) naast elkaar
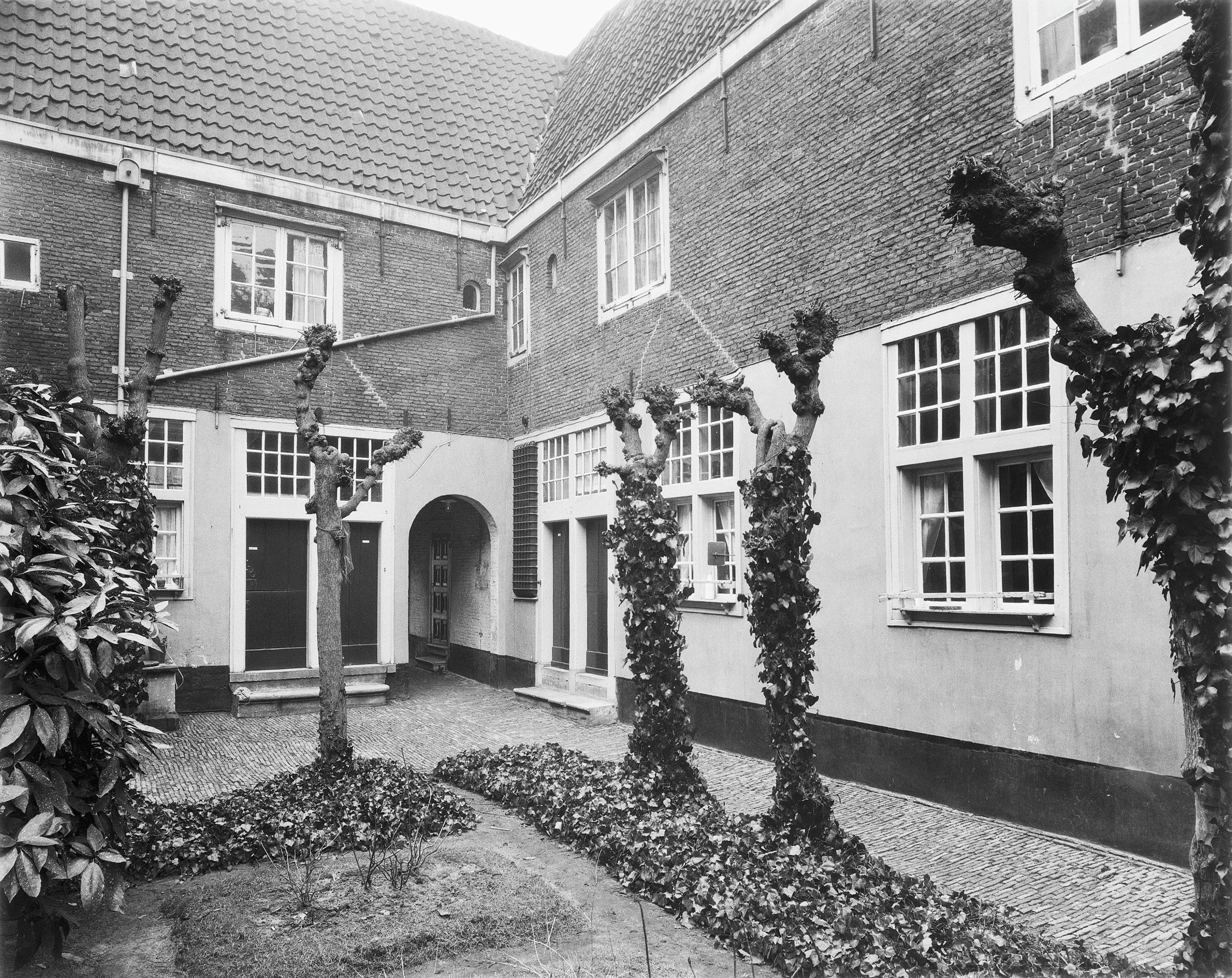
Binnenplaats van het Raepenhofje.